# Halgania viscosa
Halgania viscosa är en strävbladig växtart som beskrevs av Spencer Le Marchant Moore. Halgania viscosa ingår i släktet Halgania och familjen strävbladiga växter. Inga underarter finns listade i Catalogue of Life.